# Laveran (cráter)
Laveran es un cráter de impacto ubicado en la cara oculta de la Luna, cerca del Polo Sur lunar. Se encuentra entre los cráteres prominentes Schrödinger, Zeeman, Ashbrook y al sur de De Forest.  Kuhn se halla al sur-sureste y Wiechert al sur-sudoeste
|  |

Tiene forma de cuenco, y apenas ha sufrido erosión. Su contorno posee un borde bien definido, la pendiente interior es suave y su albedo es elevado. La altura del brocal sobre el terreno circundante es de 470 m, y su volumen es de aproximadamente 80 km³. El fondo del cráter, debido a su proximidad al Polo Sur, casi siempre permanece a la sombra.
Debe su nombre al médico francés Charles Louis Alphonse Laveran, por decisión de la UAI tomada en el año 2009.